# Coripe
Coripe község Spanyolországban, Sevilla tartományban. Coripe Morón de la Frontera, Olvera, Algodonales és Puerto Serrano községekkel határos. Lakosainak száma 1198 fő (2024).

## Nevezetességek
A község külterületén található a Chaparro de la Vega nevű többszáz éves magyaltölgy.

## Népesség
A település népessége az elmúlt években az alábbi módon változott:
| Lakosok száma | 1478 | 1424 | 1446 | 1462 | 1398 | 1361 | 1298 | 1251 | 1220 | 1198 |
|               | 2001 | 2004 | 2007 | 2009 | 2012 | 2014 | 2017 | 2019 | 2022 | 2024 |